# Gilbert Holmström

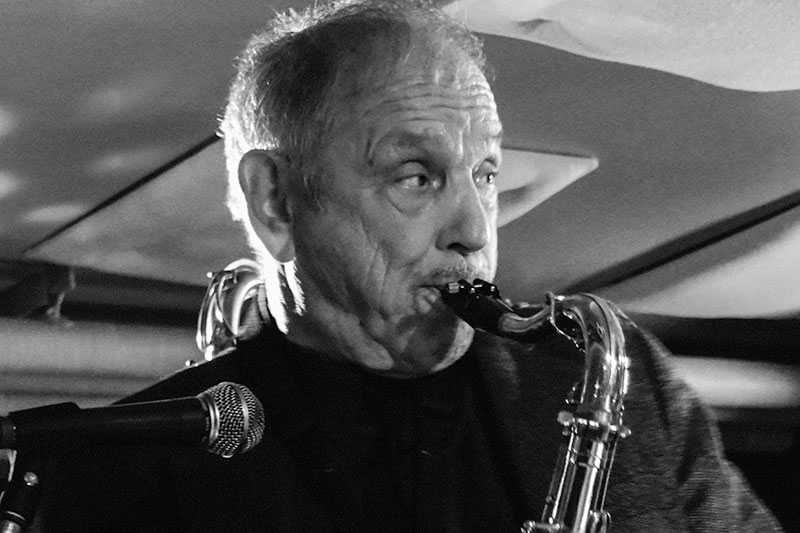
Gilbert Holmström (2017)

Gilbert Edwin Morgan Holmström (* 2. September 1937 in Göteborg) ist ein schwedischer Jazzmusiker (Tenor-, auch Sopran- und Altsaxophon, Komposition), der hauptberuflich als Zahnarzt tätig war.

## Leben und Wirken
Holmström wurde von seinen Eltern, die in den 1920er Jahren eine Zeit lang in den USA lebten, früh an den Jazz herangeführt und besuchte mit ihnen verschiedene Jazzkonzerte; so erlebte er 1950 Charlie Parker. 1956 begann er eine Ausbildung zum Zahnarzt in Malmö. Gleichzeitig studierte er Altsaxophon am dortigen Konservatorium bei Erik Lövgren.
1958 spielte Holmström im Sextett von Lasse Lindström. 1961 kehrte er nach Göteborg zurück, wo er als Zahnarzt praktizierte, aber täglich Jazz spielte. Zunächst gehörte er zum Quintett von Thomas Fehling. In den folgenden Jahren wechselte er zum Tenorsaxophon und gründete 1964 sein eigenes Quintett, das stark vom Free Jazz und Musikern wie Albert Ayler, Ornette Coleman und Archie Shepp beeinflusst war. Sein Debütalbum Utan Mistankar erschien 1965 und gilt heute als Meilenstein. Mit seiner Band wurde er für eine Woche im Stockholmer Jazzclub Gyllene Cirkeln gebucht, trat auch im Radio und Fernsehen auf und ging auf Tournee. Sein Sextett wurde als Vertreter Schwedens zum Montreux Jazz Festival 1967 entsandt; dort gewann es den zweiten Preis im internationalen Jazzbandwettbewerb.
1972 änderte Holmström den Namen seines Quintetts, das sich im selben Jahr auf seinem gleichnamigen Album für Philips auf die Fusion von Jazz und Rockmusik fokussierte, in Mount Everest. 1975 arbeitete er hingegen in einem Trio, das sich wieder auf einen ausdrucksstarken akustischen freien Jazz im Stile Aylers konzentrierte. 1979 wählte Caprice Records Mount Everest für sein jährliches Album Jazz i Sverige aus; dabei nahm die Musik des Quartetts (und dann Septetts) wieder eine Fusion-Orientierung ein. 1983, nach einem Schlagzeugerwechsel, orientierte Mount Everest sich im Sextett am Latin Jazz, was durch den Beitritt des Conga-Spielers Arturo Trujillo noch verstärkt wurde. Außerdem spielte Holmström zusammen mit seinem Bruder Chris in einem Quintett, das die Harmonien des Bebop mit Funkrhythmen verband.
Ab den späten 1990er Jahren erschienen weitere Alben mit Holmström; in seinen Besetzungen arbeitete er oft mit Musikern, die er wie Pider Åvall oder Anders Söderling bereits lange kannte. 2009 erhielt er den Svensk Jazz hederspris und wurde als eine große Persönlichkeit des schwedischen Jazz für seinen lebenslangen Beitrag zur Jazzmusik gewürdigt. 2017 hatte er mit seinem Sextett einen erfolgreichen Auftritt beim Ystad Jazz Festival.

## Diskographische Hinweise
- Gilbert Holmström Kvintet: Utan misstankar (Megafon 1965/Moserobie 2010, mit Arne Larsson, Clas Fehling Hans Löfman, Anders Söderling)
- Gilbert Holmström Quartet: Live in Sweden (Gilmont 1967 mit Pider Åvall bzw. Lars Löfstedt, Sven Hessle, Anders Söderling)
- Mount Everest: Waves from Albert Ayler, (Levande Improviserad Musik 1975)
- Mount Everest: Jazz i Sverige 79 (Caprice 1979)
- Chris Holmström & Gilbert Holmström: Garden Talk (Dragon Records 1980)
- Mount Everest: Latin Doll, (Four Leaf Clover 1981)
- Mount Everest: Latin Blue, (Four Leaf Clover 1983)
- Isobop: Isobop, (Coop 1983, mit Lollo Engström, Staffan William-Olsson, Yasuhito Mori)
- Ulla Carin, Gilbert Holmström, Tommy Kotter, Peter Janson, Raymond Karlsson: Love Letters (Gilmont 1998)
- A Celebration of 50 Years in Jazz (Anagram 2006, mit Arne Larsson, Thomas Fehling, Clas Fehling, Hans Löfman bzw. Lars Burman, Fredrik Norén/Jackie Sundvall bzw. Anders Söderling sowie Brian Trentham)
- The Mandelbrot Set, (Eld Records 2007, mit Pider Åvall, Kjell Jansson, Anders Söderling)
- Gilbert Holmström New Quintet: Tiden är kort (Moserobie 2013, mit Magnus Broo, Jonas Kullhammar, Torbjörn Zetterberg, Jonas Holgersson)
- Holmström & Jardemark Quartet: Blue Age (Guitarland Records 2015, mit Anders Kjellberg, Peter Janson, Rolf Jardemark)
- Konfrontation (Moserobie 2018)[6]